# Eduard Prandl
Eduard Prandl (* 26. September 1871 in Wien; † 31. Januar 1922 ebenda) war ein österreichischer Architekt.

## Leben
Über Prandls Ausbildung und auch über seinen beruflichen Werdegang liegen keine Informationen vor. Er war in den Jahren um 1900 hauptsächlich in Wien als Architekt tätig. Die Theaterdirektorin Emmy Werner ist seine Enkelin.

## Bedeutung
Prandl war ein späthistoristischer Architekt, dessen Gebäude meist ein repräsentatives Aussehen besitzen. Neben Wohnhäusern schuf er vor allem auch Theatergebäude.

## Werke
| Foto |                 | Baujahr   | Name                                             | Standort                                            | Beschreibung                                                                              | Metadaten                                                        |
| ---- | --------------- | --------- | ------------------------------------------------ | --------------------------------------------------- | ----------------------------------------------------------------------------------------- | ---------------------------------------------------------------- |
| ja   | Datei hochladen | 1898      | Miethaus                                         | Wien 8, Lerchengasse 10 Standort                    |                                                                                           | P84(Architekt):Eduard Prandl P131(Ort):Wien Region-ISO:AT-9      |
| ja   | Datei hochladen | 1901      | Miethaus                                         | Wien 9, Newaldgasse 3 Standort                      |                                                                                           | P84(Architekt):Eduard Prandl P131(Ort):Wien Region-ISO:AT-9      |
| ja   | Datei hochladen | 1902      | Miethaus HERIS-ID: 23214 Objekt-ID: 19563        | Wien 4, Gußhausstraße 4 Standort                    |                                                                                           | P84(Architekt):Eduard Prandl P131(Ort):Wieden Region-ISO:AT-9    |
| ja   | Datei hochladen | 1902      | Miethaus                                         | Wien 14, Missindorfstraße 16 Standort               |                                                                                           | P84(Architekt):Eduard Prandl P131(Ort):Wien Region-ISO:AT-9      |
| BW   | Datei hochladen | 1902      | Miethaus                                         | Wien 1, Krugerstraße 5 Standort                     | Anmerkung: Heute ist nur noch die Grundform erhalten                                      | P84(Architekt): P131(Ort):                                       |
| BW   | Datei hochladen | 1902      | Miethaus                                         | Wien 7, Zitterhofgasse 8 Standort                   |                                                                                           | P84(Architekt): P131(Ort):                                       |
| ja   | Datei hochladen | 1903–1904 | Etablissement Apollo („Apollo-Kino“)             | Wien 6, Gumpendorfer Straße 63 Standort             | verändert Anmerkung: 1929 Umbau durch Carl Witzmann; neuerlicher Umbau 1962 und nach 1990 | P84(Architekt):Eduard Prandl P131(Ort):Mariahilf Region-ISO:AT-9 |
| ja   | Datei hochladen | 1905      | Hotel Miramonte · Wikidata                       | Pod Panoramou 133/4, Marienbad, Tschechien Standort |                                                                                           | P84(Architekt):Eduard Prandl P131(Ort):Úšovice Region-ISO:CZ-41  |
| ja   | Datei hochladen | 1908      | Johann Strauß-Theater                            | Wien 4, Favoritenstraße 8 Standort                  | zerstört Anmerkung: späteres „Scala“                                                      | P84(Architekt):Eduard Prandl P131(Ort):Wien Region-ISO:AT-9      |
| ja   | Datei hochladen | 1912      | Hotel Esplanade HERIS-ID: 64657 Objekt-ID: 77397 | Baden, Helenenstraße 40 Standort                    |                                                                                           | P84(Architekt): P131(Ort):Baden bei Wien Region-ISO:AT-3         |